# Jon Fleming
Jon Fleming (né à Neenah dans le Wisconsin) est un acteur américain connu essentiellement pour avoir joué le rôle d'Adam dans la série télévisée Dante's Cove.

## Filmographie
- 2011 : Femmes fatales : le strip-teaser (saison 1, épisode 11)
- Castle (série télévisée)
- 2006–2007 : Dante's Cove : Adam (10 épisodes)
- 2005 : Desperate Housewives (saison 1, épisode 11)